# Roger Leray
Pour les articles homonymes, voir Leray.
Roger Leray né le 18 octobre 1921 à Levallois-Perret Hauts-de-Seine et mort le 4 septembre 1991 dans la même ville, est un ouvrier français, devenu ingénieur, membre du Parti socialiste unifié puis du Parti socialiste. Franc-maçon, il est élu grand maître du Grand Orient de France.

## Biographie
Roger Leray est le fils d'Émile Leray, chauffeur-livreur et de Berthe Alamone, blanchisseuse. D'origine modeste, Roger Leray est élève du lycée technique Vauban de Courbevoie. Il y obtient un brevet d’enseignement industriel et commence sa vie professionnelle comme ouvrier tourneur. Roger Leray fait partie d'une génération dont la jeunesse est marquée par la Seconde Guerre mondiale. Réfractaire au Service de travail obligatoire (STO), il rejoint la 2e division blindée et participe à ces campagnes de Paris à Berchtesgaden. A la fin du conflit, il poursuit dans la carrière militaire et part en Indochine, il est élevé au grade de Sergent-major à Saigon. Roger Leray quitte l'armée et travaille dans le privé en France et en Turquie.

### Franc-maçonnerie
Il est initié en franc-maçonnerie en 1957 au sein du Grand Orient de France (GODF). Élu au conseil de l’Ordre de l'obédience maçonnique en 1969, il siège trois ans. Grand maître adjoint aux côtés de Fred Zeller en 1971, il refonde en 1973, la loge « Le Travail », à Abbeville, inactive depuis 67 ans, ainsi qu’une loge à Sarcelles. Réélu au Conseil de l’Ordre en 1978, il est élu Grand maître une première fois en 1979 et réélu en 1980. Il retrouve la grande maîtrise de 1984 à 1986. Il est, en 1987, l'organisateur du rassemblement maçonnique international regroupant plus de 800 membres de la franc-maçonnerie venant d'une trentaine de pays différents. Cette rencontre est patronnée par le Président de la République française, François Mitterrand. Cet événement soulève toutefois quelques critiques des membres soucieux de maintenir la discrétion de l'Ordre. Préparant sa candidature à un nouveau mandat de grand-maitre en 1988, il voit cette dernière, entravée par un vote interne lors de l'élection des délégués d'Isle de France pour le convent du GODF.

### Engagement et actions politiques
Roger Leray adhère au Parti radical. Engagé à gauche, il rejoignit la SFIO en 1963, puis le Parti socialiste, dans les années soixante-dix. Proche François Mitterrand, il vote la motion présentée par premier secrétaire du parti lors du congrès socialiste de Metz en 1979.
En 1988, après avoir quitté ses fonctions de grand maître, Roger Leray est désigné par Michel Rocard, alors Premier ministre, comme membre d'une mission chargée d'apprécier la situation en Nouvelle-Calédonie aux lendemains du drame d'Ouvéa,. Cette nomination provoque des dissensions au sein du Grand Orient de France, voyant pour la première fois l'apparition de l'Ordre comme force morale au côté des Églises.
Roger Leray est membre du Comité consultatif national d'éthique pour les sciences de la vie et de la santé. Il est nommé en 1989 au Conseil économique, social et environnemental.

### Famille et fin de vie
Roger Leray épouse, le 24 octobre 1974, Jacqueline Duboil dont il a deux enfants. Il meurt à l'âge de 69 ans d'un cancer le 4 septembre 1991. Une cérémonie civile au crématorium du Père-Lachaise réunit de nombreuses personnalités politiques dont François Mitterrand.

## Distinctions et hommages
Une loge maçonnique portant le titre distinctif de « Roger Leray », appartenant au Grand Orient de France est créé après sa mort. Elle travaille et diffuse des travaux sur des questions sociales et sociétales au travers d'une revue numérique.
- Croix de guerre 1939–1945
- Chevalier de la Légion d'honneur
- Officier de l'ordre national du Mérite